# Berberis johannis
Berberis johannis är en berberisväxtart som beskrevs av Ahrendt. Berberis johannis ingår i släktet berberisar, och familjen berberisväxter. Inga underarter finns listade i Catalogue of Life.